# Микроглия
Микроглия — это резидентные макрофаги центральной нервной системы (ЦНС). Исторически микроглию классифицировали как подтип глиальных клеток центральной нервной системы. Микроглия играет важную роль в формировании мозга, особенно в формировании и поддержании контактов между нервными клетками — синапсов. Поскольку в норме центральная нервная система стерильна, роль микроглии в борьбе с инфекционными агентами незначительна (в случае инфекции или травмы моноциты рекрутируются в ЦНС из крови).

## Происхождение
Клетки микроглии происходят из эритромиелоидных предшественников желточного мешка, которые заселяют мозг на очень ранних этапах эмбриогенеза и после закрытия гемато-энцефалического барьера поддерживают свою популяцию за счёт пролиферации. Также есть основания предполагать, что какая-то доля клеток микроглии происходит из примитивных макрофагов (примитивный гематопоэз), которые обнаруживают в желточном мешке ещё до появления эритромиелоидных предшественников. Таким образом, в нормальных условиях моноциты, происходящие из гематопоэтических стволовых клеток в костном мозге, не играют никакой роли в поддержании популяции микроглии.

## Функции
Микроглия распознает различные агенты в своем окружении при помощи специализированных мембранных рецепторов. Микроглия также подавляет патогены при помощи выделения цитотоксических веществ. Показано, что в культуре клетки микроглии (как и другие фагоциты в ходе «респираторного взрыва») выделяет большие количества перекиси водорода и NO. Оба эти вещества могут убивать нейроны, бактерии..
Микроглия выделяет также специфические протеазы и цитокины (например, интерлейкин 1, который может вызывать демиелинизацию аксонов). Микроглия может повреждать нейроны при выделении избытков глутамата, при действии которого на NMDA-рецепторы возникает явление эксайтотоксичности. Таким образом, чрезмерная активация микроглии может приводить к патологическим процессам и, в частности, к гибели нейронов, что является одним из патологических механизмов нейродегенеративных болезней, таких, как болезнь Альцгеймера, болезнь Паркинсона, рассеянный склероз, нейропатической боли, бокового амиотрофического склероза. Воздействие на микроглиальные клетки изучается в качестве возможного способа лечения некоторых психиатрических заболеваний и злокачественных опухолей мозга.
В экспериментальной модели активации микроглии липополисахаридами и γ-интерфероном показана способность ницерголина оказывать нейропротекторное действие за счет подавления выработки провоспалительных цитокинов и перекисных анионов.

## История
Хотя этот вид глиальных клеток был впервые описан Нисслем и Робертсоном, термин микроглия был введен в 1920-х годах учеником Рамон-и-Кахаля — Пио дель Рио-Ортегой.